# Marc Schneider (Fussballspieler)
Marc Schneider (* 23. Juli 1980 in Thun) ist ein ehemaliger Schweizer Fussballspieler und heutiger -trainer.

## Karriere als Spieler

### Vereine
Marc Schneider startete seine Profikarriere beim FC Thun. Von 1998 bis 2002 spielte er für dessen 1. Mannschaft in der Nationalliga B, der heutigen Challenge League. In der Saison 2001/02 qualifizierten sich die Thuner für die Auf-/Abstiegsrunde und stiegen als Viertplatzierte in die Nationalliga A (heutige Super League) auf. Schneider, der zu diesem Erfolg viel beigetragen hatte, wechselte jedoch im Sommer 2002 zum FC Zürich, wo er zunächst während sieben Partien für die Zürcher antrat. Doch bereits für die Rückrunde 2002/03 kehrte er auf Leihbasis auf Wunsch von Trainer Hanspeter Latour für ein Jahr ins Berner Oberland zurück und wurde bis zum Ende der Vorrunde 2003/04 insgesamt 32 Mal vom FC Thun eingesetzt.
Nach seiner Rückkehr zum FC Zürich verzeichnete der Defensiv-Allrounder seine bis anhin grössten Erfolge. Der Linksfuss feierte mit dem FCZ zwei Meistertitel (2006 und 2007) und einen Cupsieg (2005). In Zürich war Schneider, der das Vertrauen von Trainer Lucien Favre genoss, nun nicht bloss Stamm-, sondern Führungsspieler. Dem gebürtigen Thuner wird nachgesagt, dass er ein äusserst umgänglicher und offener Mensch ist. Seine charakterlichen Eigenschaften trugen ihm daher in Zürich wiederholt die Captain-Binde ein.
Ende 2007 wurde bekannt, dass Schneider einen Wechsel zu den BSC Young Boys (YB) plante, doch die Verhandlungen scheiterten zunächst. Stattdessen kam der FCZ Anfang 2008 mit dem damals kriselnden FC St. Gallen überein, für die der Abwehrspieler in der Folge den Rest der Saison bis Sommer 2008 spielte. Das Team belegte am Ende den zweitletzten Tabellenplatz, verlor in der Barrage gegen die AC Bellinzona und stieg in die Challenge League ab.
Zur Saison 2008/09 kam es schliesslich zu dem von Schneider gewünschten Transfer zu den Young Boys, bei denen er einen Vertrag bis zum 30. Juni 2011 unterschrieb. Der Verteidiger erhielt unter YB-Trainer Vladimir Petković jedoch nicht die erhoffte Einsatzzeit – insbesondere in der Saison 2009/10 (16 Einsätze) fungierte er vorwiegend als Einwechselspieler. Dies führte dazu, dass er bereits im Sommer 2010 zu seinem Jugendverein FC Thun zurückkehrte, bei dem er einen Vertrag bis Juni 2013 abschloss.
Schneider etablierte sich in der Vorrunde 2010/11 als Stammspieler und wurde eine wichtige Stütze der starken Thuner Hintermannschaft, die in dieser Saison als zweitstärkste Abwehr der höchsten Schweizer Liga galt. Doch im Oktober 2010 wurde der Verteidiger durch eine alte Verletzung gebremst. Schon im Herbst 2005 hatte sich Schneider eine Achillessehnen-Verletzung zugezogen und vom FCZ für mehrere Wochen nicht eingesetzt werden können. Im September 2006 musste er sich dann einer Operation an beiden Achillessehnen unterziehen. Wegen eines erneuten Eingriffs an den Achillessehnen fiel der Verteidiger nun auch vom 30. Oktober 2010 bis zum 15. Februar 2011 aus. Am 6. März 2011 wurde er erstmals nach seiner Verletzungspause wieder bei einem Ernstkampf eingesetzt, als er beim Heimspiel gegen den FC Luzern in der 88. Minute eingewechselt wurde.
Schneider kam in der Saison 2012/13 zwar noch zu einem Einsatz, beendete allerdings im Oktober desselben Jahres seine aktive Karriere.

### Internationale Wettbewerbe
Sein Debüt bei internationalen Wettbewerben im Profibereich hatte Schneider am 22. Juni 2002, als er mit dem FC Zürich beim Intertoto Cup einen klaren 7:0-Sieg gegen NK Brotnjo Čitluk errang. Mit den Zürchern bestritt er zwei weitere Intertoto-Cup-Spiele, ein Spiel im Rahmen der UEFA-Cup-Qualifikation gegen Legia Warschau und fünf im UEFA-Cup, des Weiteren drei Champions-League-Qualifikationsspiele. Später wurde Schneider auch von YB bei zwei Spielen in der UEFA-Cup-Qualifikation und einem im UEFA-Cup eingesetzt. Ausserdem bot ihn der FC Thun für zwei Intertoto-Cup-Begegnungen auf.

### Nationalmannschaft
Mit 18 Jahren drängte sich Marc Schneider, der beim FC Thun ausgebildet wurde, erstmals für eine Juniorennationalmannschaft auf. Am 17. Mai 1998 wurde er für ein Spiel der Schweiz U-18 gegen die italienischen U-18-Junioren aufgeboten, welches mit 1:3 verloren ging. Seine nächsten vier internationalen Einsätze hatte der Verteidiger noch im gleichen Jahr mit der Schweizer U-19-Juniorennationalmannschaft, und zwar zwei Länderspiele gegen Dänemark sowie je ein EM-Qualifikationsspiel gegen Litauen und Bosnien-Herzegowina. Im Jahr 2000 bestritt Schneider ausserdem mit der U-21 ein weiteres Länderspiel gegen Norwegen und sass gegen Deutschland auf der Reservebank.

## Karriere als Trainer
Schneider blieb dem FC Thun zunächst als Nachwuchstrainer erhalten. 2017 wurde er Cheftrainer des Klubs und blieb dies bis zu seinem Rücktritt im Dezember 2020.
Zur Saison 2021/22 übernahm Schneider den belgischen Zweitligisten Waasland-Beveren. Dieser trennte sich jedoch Ende Februar 2022 wieder von ihm.
Zur Saison 2022/23 wurde Schneider in der 2. Bundesliga Cheftrainer der SpVgg Greuther Fürth. Er unterschrieb beim Bundesliga-Absteiger einen Vertrag bis zum 30. Juni 2024 und folgte auf Stefan Leitl. Nach nur 10 Punkten aus den ersten 12 Spielen wurde er Mitte Oktober 2022 freigestellt.
Anfang Februar 2024 übernahm er den Zweitligisten FC Vaduz.

## Titel und Erfolge

### Spieler
FC Zürich
- Schweizer Cupsieger: 2005
- Schweizer Meister: 2006, 2007

## Sonstiges
Seit 2024 ist er Fussballexperte bei SRF.